# 고광일
고광일(1957년 충북 청주 출생 ~ )은 대한민국 로봇공학자이자 엔지니어이다. 
서울대학교 전기공학과(학사), 서울대학교 대학원 제어계측공학과(석사), 미국 피츠버그 대학 로봇틱스(박사)를 거쳤다.  
첫 직장이였던 한국전자통신(ETRI) 연구원 시절 금성사(현 LG전자) 중앙연구소에서 로봇연구원 모집 공고를 보고 금성사로 자리를 옮겨 로봇개발팀장 및 선임연구원으로 근무했다. 당시 국내에는 산업용 로봇산업이 크게 발달하지 않아 일본에서 원서를 구해다가 밤낮으로 독학하여 5관절 로봇을 처음으로 개발한 국내 로봇학문 1세대이다.
로봇산업 연구의 메카인 미국으로 유학을 떠나 박사과정을 밟은 이후, 로봇전문가로 국내 LG산전에 복귀하여 산업기계 연구실장을 맡아 산업용 로봇과 칩마운터 개발을 총괄, 로봇 외형을 5분의 1 크기로 줄였으며 부품의 국산화, 속도개선, 수평형 스카라 로봇을 선보였다. 
1987년 IMF사태이후 LG산전이 로봇 및 칩마운터 등 메카트로닉스 자동화부문 사업을 철수하자, 연구실 주요 멤버들과 함께 (주)미래산업으로 이직하였으며, 1998년부터 2002년까지 미래산업 연구소장 및 마운터사업본부장을 맡아 상품화 개발 및 사업을 총괄, 2000년 내놓은 미래마운터가 미국시장에서 폭발적 반응을 일으키며 세계 중속기 시장 1위, 전체 마운터 시장 4위를 달성한다. 
미래산업이 마운터사업을 신사업으로 자리잡는데, 결정적인 기여했으며, 이후 설립자이자 대표이사인 정문술 회장이 은퇴하자, 2002년 4월 만 45세의 나이로 (주)고영테크놀러지를 설립, 현재까지 대표이사를 맡고 있다.
고영테크놀러지에서 세계최초의 3차원측정 기반 납도포검사기(SPI), 광학자동검사기(AOI) 등을 자체기술력으로 출시, 창업 5년만에 3차원 SPI 시장 세계1위,  2017년 매출 2,000억을 돌파하는 등 급격한 성장을 이루었다

## 측정검사장비 산업기여
메카트로닉스, 광학, 머신비전 기술을 융합하여 고속의 3차원 납도포, 부품실장 검사기술을 세계 최초로 상용화 및 시장창출에 성공하였다.
Moire, Dual Projection, 8-Way Projection 등 혁신적인 기술개발에 도전하여 검사장비에서 발생하는 그림자문제, 난반사 등 다양한 Open Problem 해결하였다.
세계 최초 3차원 납도포검사장비 개발(’03), 부품실장검사장비 (’10), 기계가공검사장비(’17), 반도체검사장비(’20), 투명체검사장비(’20) 등 3차원 측정기반검사기술 상용화 및 글로벌 시장 선도하였다. 
3차원 납도포검사장비 14년 연속 세계 1위, 3차원 부품실장검사장비 4년 연속 세계 1위 달성하며 대한민국의 검사기술력 위상을 제고하였다.

## 학력
- 1976. 2 서울고등학교
- 1980. 2 서울대학교 공과대학 전기공학과 학사
- 1982. 2 서울대학교 대학원 제어계측공학과 석사
- 1989. 8 미국 University of Pittsburgh, Robotics 공학박사

## 약력
- 1981. 12 ~ 1983. 02 한국전자통신연구원(ETRI) 통신시스템 연구실 위탁연구원
- 1983. 02 ~ 1985. 06 금성사(現 LG전자) 중앙연구소 로봇개발팀장 및 선임연구원
- 1989. 08 ~ 1997. 06 LG산전 연구소 산업기계 연구실장 및 책임연구원
- 1997. 07 ~ 2002. 03 미래산업 연구소장(전무이사) 및 SMT 사업본부장
- 2002. 04 ~ 현재 (주)고영테크놀러지 대표이사

## 활동
- 2010. 02 ~ 2013.02 벤처기업협회 이사
- 2013. 02 ~ 2014.04 벤처기업협회 부회장
- 2015. 01 ~ 2016.12 제어로봇시스템학회 부회장
- 2015. 01 ~ 2019.02 코스닥협회 이사
- 2016. 02 ~ 현재 한국로봇산업협회 부회장
- 2018 ~ 현재 서울대 기술지주회사 사외이사
- 2020. 09 ~ 현재 의료로봇산업협의회 회장
- 2021. 03 ~ 제어로봇시스템학회 차기회장
- 2022. 03 ~ 제어로봇시스템학회 회장

## 수상
- 1995년 한국산업기술진흥협회 IR52 장영실상(지능형 용접로봇)
- 2007.10 벤처기업대상 "국무총리표창" 수상
- 2008.04 제16회 Vision Awards 수상(검사분야:Kohyoung Technology Inc - aSPIre System)
- 2010.10 석탑산업훈장 수상(2010년 벤처기업대상)
- 2011.08 한국을 빛낸 창조경영인 대상(중앙일보)
- 2012.04 제3회 생생코스닥 대상 지식경제부장관상(코리아헤럴드)
- 2012.12 제6회 언스트앤영 라이징스타상 수상
- 2013.03 한국을 빛낸 창조 경영대상(혁신경영대상) 수상(중앙미디어 그룹 주체)
- 2015.06 제7회 대한민국 코스닥대상 수상(최우수투명경영상)
- 2016.10 납세자의 날 "모범납세자 대통령 표창" 수상
- 2016.03 납세자의 날 “모범납세자 대통령 표창” 수상(국세청)
- 2016.05 World Class 300 선정(산업통상자원부)
- 2016.12 이달의 산업기술상 신기술 부문 “장관상 표창”(산업통상자원부)
- 2016.12“특허경영대상 미래창조과학부 장관표창” 수상(미래창조과학부)
- 2017.07 SMT부문 “Bosch Global Supplier Award” 수상(Robert Bosch GmbH)
- 2018.04 Inspection & Test부문 “VISION Award” 수상(SMT Magazine-IPC)
- 2018.06 코스닥대상 “최우수 4차 산업혁신기업상” 수상(코스닥협회)
- 2018.11“Mexico Technology Award” 수상(Mexico EMS)
- 2019.01“NPI Award Test & Inspection SPI & Software” 수상(Circuits Assembly Journal)
- 2019.04“국가산업대상 연구개발부문” 수상(산업정책연구원)
- 2019.11“Mexico Technology Award” 수상(Mexico EMS)
- 2019.11“Global Technology Award” 수상(Global SMT)
- 2019.11“세계일류상품 3D 납도포검사장비 13년 연속선정 및 3D 검사장비 신규선정(KOTRA)
- 2020.07 10년연속 “코스닥 라이징스타” 선정(한국거래소)

## 주요성과
- 2002. 04 고영테크놀러지 설립
- 2003. 02 세계최초 3D SPI 출시
- 2005. 06 기업부설 연구소 설립
- 2006. 02 반도체 애플리케이션 3D 검사장비 개발
- 2006. 06  ISO 9001(품질경영 시스템), ISO 14001(환경경영 시스템) 인증획득
- 2006. 12  3D SPI 세계시장점유율 1위
- 2008. 06 코스닥 상장
- 2009. 06 우수제조기술 연구센터(ATC) 지정
- 2010. 06 세계최초 3D AOI 출시
- 2011. 05 의료기기 제조 및 판매업 진출
- 2012. 12  SMT 검사장비(SPI, AOI) 시장점유율 1위 달성
- 2016. 12  3D AOI 세계시장점유율 1위
- 2017. 03  3D 기계가공 및 조립검사장비(MOI) 출시
- 2017. 06  10,000번째 검사장비 고객사 공급
- 2017. 06  글로벌 로봇 전문지수에 국내 처음으로 편입
- 2017. 12  세계최초 3D 반도체 패키징 검사장비(MEISTER Series) 출시
- 2018. 06  ISO 14001:2015(환경경영 시스템) 갱신
- 2019. 05  15,000번째 인라인 검사장비 선적
- 2020. 01 세계최초 3D 투명체 검사장비(DPI) 출시
- 2020. 01 청년친화 강소기업 선정
- 2020. 06 세계최초 뇌수술용 의료로봇(KYMERO) 공급협약 체결

## 연구분야
- Robot 제어기술
- 메카트로닉스 제품 설계 framework
- 초정밀 검사/측정 장비, 시스템과 관련 기술
- 의료기기 센서, 수술로봇 시스템의 설계 기술
- 제조공정 인공지능(AI) 응용 기술
- Personal Robot의 Control Architecture와 Intelligence기술